# Erwin Feuchtmann
Ne pas confondre avec ses frères Emil et Harald Feuchtmann, également handballeurs internationaux chiliens
Erwin Jan Feuchtmann Perez, né le 2 mai 1990 à Punta Arenas, est un handballeur international chilien. 
Ses frères Emil (en) et Harald (en) et sa sœur Inga sont également handballeurs internationaux chiliens. Il possède également la nationalité allemande.

## Biographie
En 2007, Erwin et son frère Harald participent au Mondial junior en Macédoine et décident de rester en Europe et plus particulièrement en Espagne. Au niveau amateur au début avant de signer en 2010 un premier contrat pro en 2e division espagnole au CB Villa de Aranda. En 2011, il prend ensuite la direction de l'Allemagne au HC Aschersleben (3e division) puis de la Roumanie au HC Odorheiu Secuiesc, de la Turquie au Beşiktaş (où il participe à la Ligue des Champions) avant de revenir en Allemagne du côté du TBV Lemgo en Bundesliga. La saison suivante se passe en Autriche au SGH Vienne-Ouest avant de retrouver en 2017 le club allemand du VfL Gummersbach.
En manque de temps de jeu, il rompt son contrat et rejoint à l'été 2018 l'Istres Provence Handball.
En 2019, il rejoint le club espagnol de l'Ademar León.

## Palmarès

### En clubs
- Championnat de Turquie (1) : 2015
- Coupe de Turquie (1) : 2015

### En équipe nationale
Championnats du monde
- 2011 : 22e place
- 2013 : 23e place
- 2017 : 21e place

Championnats panaméricains
- 2016 :  Vice-champion
- 2018 :  3e place

Jeux panaméricains
- 2019 :  Vice-champion